# Air Aruba
Air Aruba war die nationale Fluggesellschaft Arubas mit Sitz und Basis in Oranjestad.

## Geschichte
Air Aruba wurde im September 1986 von der Regierung mit niederländischer Unterstützung gegründet. Der Erstflug erfolgte am 18. August 1988 mit Hilfe von KLM Royal Dutch Airlines und Air Holland mit einer NAMC YS-11. Zuerst setzte Air Aruba Turboprops in Form von drei NAMC YS-11 ein, die anschließend von zwei Embraer EMB 120 ersetzt und durch Boeing 757 für den Einsatz nach Miami ergänzt wurden. Später verwendete man ausschließlich eigene und geleaste Jets in Form einer Boeing 727, drei Boeing 737-300 und einer Boeing 767 die später abermals ersetzt wurden.
Finanzielle Probleme zwangen die Regierung von Aruba, einen neuen Inhaber für die Gesellschaft zu suchen und fanden diese in der venezolanischen Aserca Airlines. Der geringen Größe bewusst, ging man eine Reihe von Partnerschaften ein. Hier sind neben KLM und Aserca auch Continental Airlines und Air ALM zu nennen. Wegen der Kostenexplosion und angeblicher Managementfehler wurden alle Flüge jedoch am 23. Oktober 2000 eingestellt und es wurde Konkursantrag gestellt.

## Flugziele
Vom Flughafen Aruba wurden mehrere Orte in den USA und in Südamerika angeflogen. Später folgten auch Flüge nach Amsterdam und zum Flughafen Köln/Bonn. 

## Flotte
Bei Einstellung des Betriebs bestand die Flotte der Air Aruba aus neun Flugzeugen:
- 2 Douglas DC-9
- 1 McDonnell Douglas DC-9-83 (MD-83)
- 3 McDonnell Douglas MD-88
- 3 McDonnell Douglas MD-90